# Sign of the Pagan
Sign of the Pagan is een Amerikaanse dramafilm uit 1954 onder regie van Douglas Sirk. De film werd destijds in Nederland uitgebracht onder de titel Het teken van de heiden.

## Verhaal
In 450 staan Attila en zijn mannen voor de poorten van Rome. De honderdman Marcianus wordt door de Hunnen gevangengenomen, maar hij weet te ontsnappen. Hij komt erachter dat er zich in het Romeinse Rijk verraders bevinden, die met de Hunnen onder één hoedje spelen.

## Rolverdeling
| Acteur            | Personage                |
| ----------------- | ------------------------ |
| Jeff Chandler     | Marcianus                |
| Jack Palance      | Attila                   |
| Ludmilla Tchérina | Prinses Pulcheria        |
| Rita Gam          | Kubra                    |
| Jeff Morrow       | Generaal Paulinus        |
| George Dolenz     | Keizer Theodosius        |
| Eduard Franz      | Sterrenwichelaar         |
| Allison Hayes     | Ildico                   |
| Alexander Scourby | Chrysaphius              |
| Howard Petrie     | Gundohar                 |
| Michael Ansara    | Edecon                   |
| Leo Gordon        | Bleda                    |
| Moroni Olsen      | Paus Leo I               |
| Fred Nurney       | Kamerheer                |
| Sara Shane        | Myra                     |
| Pat Hogan         | Sangiban                 |
| Robert Bice       | Chilothe                 |
| Charles Horvath   | Olt                      |
| Glenn Thompson    | Seyte                    |
| Chuck Roberson    | Mirrai                   |
| Walter Coy        | Keizer Valentinianus III |
| Rusty Wescoatt    | Tula                     |
| Norbert Schiller  | Ziener                   |